# Allāhābād-e Seyyed
Allāhābād-e Seyyed (persiska: اللّه آباد سید) är en ort i Iran.   Den ligger i provinsen Kerman, i den sydöstra delen av landet, 1 000 km sydost om huvudstaden Teheran. Allāhābād-e Seyyed ligger 610 meter över havet och antalet invånare är 269.
Terrängen runt Allāhābād-e Seyyed är platt.Runt Allāhābād-e Seyyed är det glesbefolkat, med 17 invånare per kvadratkilometer. Närmaste större samhälle är Posht Lor, 12,2 km norr om Allāhābād-e Seyyed. Omgivningarna runt Allāhābād-e Seyyed är i huvudsak ett öppet busklandskap.